# 東北怪談の旅
『東北怪談の旅』（とうほくかいだんのたび）は、小説家・山田野理夫による日本の怪談集。1974年刊行。

## 概要
伝奇作家でもある山田が、東北地方各地に伝わる163の怪談を紹介する内容であり、山田が自身のフィールドワークで収集した怪談をまとめたというスタイルをとっている。
小説家である山田による本書の文章は、淡々と語りかけるような文体で、幻想的な情緒がイメージでき、情景が浮かんできやすく、流麗で読みやすく、怪談や妖怪に日本的な美学のようなものを見取っているらしい優れた怪談と評価されている。
妖怪漫画家・水木しげるの著書にも影響を大きく与えており、水木の著書の原典を調べるといった楽しさもある書籍である。

## 批判
本書の内容は東北での収集内容とされているが、中には東北にあるはずのない話もあることが指摘されている。
一例として「赤舌」「うわん」「おとろし」「小雨坊」といった妖怪が登場しているが、これらは江戸時代の絵巻、もしくは同時代の浮世絵師・鳥山石燕による『画図百鬼夜行』をはじめとする妖怪画集にあるもので、伝承の資料や随筆・怪談集などの古書には確認されておらず、これらが東北に実際に伝承されていたとは考えにくい。本書の怪談すべてが創作とはいえないが、前述のような妖怪の話は創作か、もしくは東北に伝わっていた怪談に対して、似たイメージの妖怪を山田が当てはめたものと考えられている。山田自身も後年に本書について、創作が含まれていることをほのめかしており、また、実際に東北で聞いた話が怪談らしくないため、読者に衝撃を与えるために話を膨らませ、怪談らしく仕立て上げているとも語っている。
小説家である山田が創作を行なうこと自体は問題ではないが、伝承上の怪談と創作との区別が難しく、民間伝承を思わせる怪談の中に、前述のような妖怪画のみの妖怪が登場することが問題視されている。さらに、そうした話が水木しげるの著書で取り上げられ、影響力の強い水木が採用することで、ほかの妖怪関連の書籍にも本書の話が引き合いに出されるといった問題も発生してしまっている。
もっとも前述のように山田はフィールドワークで怪談を収集しているため、現地で実際に前述の妖怪のような話を聞いたという可能性も否定できないのが実情である。

## 再版
2010年には、山田の手がけた著書の中から、本書および『日本怪談集』『日本妖怪集』など、東北を舞台とした話のみを一巻に集成し、『山田野理夫 東北怪談全集』として刊行された。

## 書誌情報
- 『東北怪談の旅』自由国民社、1974年。 NCID BA42139725。
- 『山田野理夫 東北怪談全集』荒蝦夷〈叢書東北の声〉、2010年。ISBN 978-4-904863-02-2。